# Ramgadhawa
Ramgadhawa (nep. रामगढवा) – gaun wikas samiti w środkowej części Nepalu w strefie Narajani w dystrykcie Parsa. Według nepalskiego spisu powszechnego z 2001 roku liczył on 588 gospodarstw domowych i 3811 mieszkańców (1740 kobiet i 2071 mężczyzn).